# Витенёво (Московская область)
Витенёво — деревня в городском округе Мытищи Московской области России. Население — 48 чел. (2010).

## География
Расположена на севере Московской области, в северо-восточной части Мытищинского района, примерно в 15 км к северу от центра города Мытищи и 16 км от Московской кольцевой автодороги, на северном берегу Пяловского водохранилища системы канала имени Москвы (причал «Витенёво»). До образования водохранилища находилась на левом берегу реки Учи.
В деревне 34 улицы, 8 переулков, 11 проездов, приписано 3 садоводческих товарищества. Связана автобусным сообщением с районным центром. Ближайшие населённые пункты — посёлок Пестово, деревни Никульское, Пруссы и Юрьево.

## Население
| 1646 | 1678 | 1852 | 1859 | 1890 | 1899 | 1926 |
| ---- | ---- | ---- | ---- | ---- | ---- | ---- |
| 100  | ↗110 | ↗254 | ↘179 | ↗220 | ↘195 | ↗348 |
| 2002 | 2010 |      |      |      |      |      |
| ↘61  | ↘48  |      |      |      |      |      |

## История
Село Витенёво с находившейся в нём церковью Успения Пресвятой Богородицы являлось вотчиной рода Третьяковых и в 1585 году принадлежало детям Фомы Третьякова — Семёну и Алексею, а в 1623—1624 гг. стольнику Василию Алексеевичу Третьякову, после смерти которого селом владела его вдова — Ульяна.
В 1662—1699 годах село находилось во владении вдовы князя Семёна Романовича Пожарского Авдотьи Васильевны, урождённой Третьяковой, а затем было продано Матвею Алексеевичу Головину, после которого селом владели его дочь Авдотья, вышедшая замуж за Николая Петровича Салтыкова. В 1794 году принадлежало их детям — Николаю, Наталье и Авдотье.
В середине XIX века село относилось ко 2-му стану Московского уезда Московской губернии и принадлежало дочери тайного советника Евгении Петровне Балк-Полевой, в селе было 28 дворов, господский дом, 1 церковь, крестьян 92 души мужского пола и 110 душ женского, дворовых 34 мужского пола, 18 женского.
В «Списке населённых мест» 1862 года — владельческое село Московского уезда по левую сторону Ольшанского тракта (между Ярославским шоссе и Дмитровским трактом), в 25 верстах от губернского города и 8 верстах от становой квартиры, при реке Уче, с 21 двором, православной церковью, фабрикой и 179 жителями (83 мужчины, 96 женщин).
Зимой 1861—1862 гг. имение при селе приобрёл Михаил Евграфович Салтыков-Щедрин и владел им до 1877 г., после чего продал некоему Калабину. Описание усадьбы есть в произведении «Убежище Монрепо». В гостях у писателя бывали Н. А. Некрасов, И. С. Тургенев, А. М. Унковский, А. Н. Плещеев. Сын последнего писал об одной из поездок в Витенёво:

Помню… Михаила Евграфовича Салтыкова-Щедрина, жившего летом в своей усадьбе Витеневе под Москвой… К Щедрину я ездил гостить в Витенево и как теперь вижу перед собою эту красивую усадьбу со старинным барским домом, возвышающимся над рекой, к которой надо было спускаться по саду. У Щедрина была в деревне колоссальная библиотека, в которой он постоянно занимался…— Плещеев А. Что вспомнилось, т. III, 1914 г., С. 1—2
По данным на 1899 год — село Марфинской волости Московского уезда с 195 жителями, имелась школа.
В 1913 году — 36 дворов, имение Коблукова и Вишняковой.
По материалам Всесоюзной переписи населения 1926 года — центр Витенёвского сельсовета Пушкинской волости Московского уезда в 6,5 км от Осташковского шоссе и 13 км от станции Клязьма Северной железной дороги, проживало 348 жителей (162 мужчины, 186 женщин), насчитывалось 62 хозяйства, из которых 57 крестьянских, имелась школа 1-й ступени.
С 1929 года — населённый пункт в составе Пушкинского района Московского округа Московской области. Постановлением ЦИК и СНК от 23 июля 1930 года округа как административно-территориальные единицы были ликвидированы.
Административная принадлежность
1929—1939 гг. — центр Витенёвского сельсовета Пушкинского района.
1939—1954 гг. — деревня Манюхинского сельсовета Пушкинского района.
1954—1955 гг. — деревня Жостовского сельсовета Пушкинского района.
1955—1963, 1965—1994 гг. — деревня Жостовского сельсовета Мытищинского района.
1963—1965 гг. — деревня Жостовского сельсовета Мытищинского укрупнённого сельского района.
1994—2006 гг. — деревня Жостовского сельского округа Мытищинского района.
2006—2015 гг. — деревня городского поселения Пироговский Мытищинского района.